# السکاندر گرست
السکاندر گرست (به انگلیسی: Alexander Gerst) فضانورد اهل کشور آلمان است که در ۳ مهٔ ۱۹۷۶ میلادی در کونتسالو زاده شد.
گرست از سال 2001 تا 2003 در مقطع کارشناسی ارشد در رشته علوم زمین در دانشگاه ویکتوریا ولینگتون در نیوزلند تحصیل کرد.